# 米兰当代犹太文献中心基金会
米兰当代犹太文献中心基金会（義大利語：Centro di Documentazione Ebraica Contemporanea，CDEC）是義大利一家独立的历史文化机构，总部设于米蘭，致力于推动对犹太人历史事件、文化及其现实境况的研究，尤其侧重于意大利地区及现当代时期的研究。该机构透过文献整理、学术研究与公共教育，深入探索犹太社群的历史传承、文化認同及其在当代社会中的角色。

## 历史
该中心于1955年在威尼斯成立，最初由意大利犹太青年联合会发起，名为“当代犹太文献中心——意大利分部”（其名称源自法国同名机构“当代犹太文献中心”）。最初的总部设在罗伯托·巴西（Roberto Bassi）的住所内 。1960年，在吉多·瓦拉布雷加的领导下，该中心迁至米兰，由米兰犹太社区提供场地，位于原Eupili街犹太学校的旧址并正式确立为历史研究机构。中心开始出版历史研究著作，最初出版了《意大利犹太青年联合会笔记》（1961年）(Quaderni della Federazione Giovanile Ebraica d'Italia)，随后出版了两期《法西斯时期意大利的犹太人——犹太当代文献中心意大利分部笔记》（1962-1963年） (Gli ebrei in Italia durante il fascismo. Quaderni del centro di documentazione ebraica contemporanea - Sezione italiana)。1966年，CDEC负责出版了埃马努埃莱·阿尔托姆(Emanuele Artom)日记的第一版，标题为《日记：1940年1月-1944年2月》(Diari: gennaio 1940 - febbraio 1944)。该中心在针对納粹罪行的审判中发挥了重要作用。在多特蒙德法院（1964-1969年）和柏林法院（1970-1973年）的一系列诉讼中，CDEC被委托负责查找文件证据，以证明前党卫队军官弗里德里希·博斯哈默在组织从意大利驱逐犹太人过程中所扮演的角色。秘书埃洛伊萨·拉文纳（Eloisa Ravenna）同意与德国检察机关合作，条件是能够保留所有文件的副本。1986年，该中心转型为基金会。

### 记忆之杆
2022年，CDEC基金会将其总部迁至米兰的“大屠杀纪念地”，地址为埃德蒙·J·萨夫拉广场1号（Piazza Edmond J. Safra, 1）。新总部设有多个部门，包括教学部、历史研究部和反犹太主义观察站；档案馆和图书馆则位于独立的空间内。新图书馆分布在三层楼中，设有48个阅读座位，其中部分座位提供电子目录查询服务 。图书馆藏有各种语种专著31000余册、学位论文700余篇、期刊2000余种；档案中保存着大量有关意大利犹太人历史的证词。新总部于2022年6月正式启用，出席开幕仪式的嘉宾包括参议员莉莉安娜·塞格雷和现任机会均等与家庭事务部长。CDEC主任加迪·卢扎托·沃盖拉表示，这是关于反犹太主义和意大利犹太历史的最丰富的图书馆。 

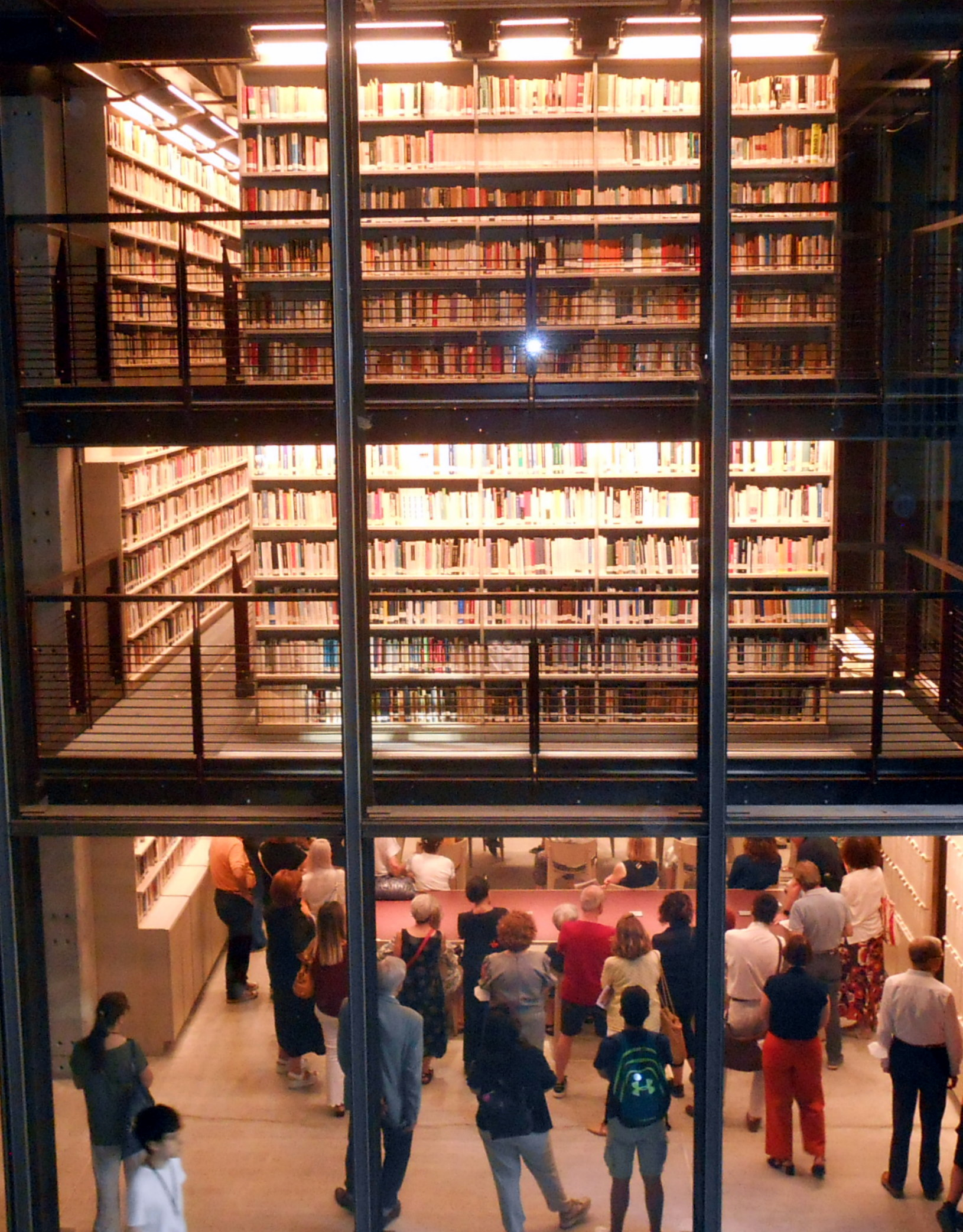
米兰“大屠杀纪念馆”令人印象深刻的多层 CDEC 图书馆 - 2022 年 6 月 15 日，新的“历史与记忆中心”落成，其中包括 CDEC 和大屠杀纪念馆

在 1957 年的第一份章程中，该文献中心的目标被定义为“研究和归档有关意大利反犹太迫害以及犹太人对抵抗运动的贡献的各种文件”。该馆配备了藏书丰富的图书馆、媒体库和著名的文献档案，为学生和研究人员提供服务，组织展览和与学生和教师的会议。该基金会分为以下几个部门：
- 图书馆
- 影音库
- 紀錄片和摄影档案
- 反犹太主义观察站
- 教学
- 历史研究

该文献档案馆与耶路撒冷的亚德瓦谢姆研究所和众多其他国际机构合作，除了收集与意大利反犹太主义迫害和大屠杀有关的文件外，还负责意大利境内國際義人认可的相关工作。当代反犹太主义偏见观察站也在网络上活跃 ，致力于收集和报告意大利及欧洲当前的反犹太主义行为案例。目前，图书馆藏书超过 30,000册，期刊超过2,000种。

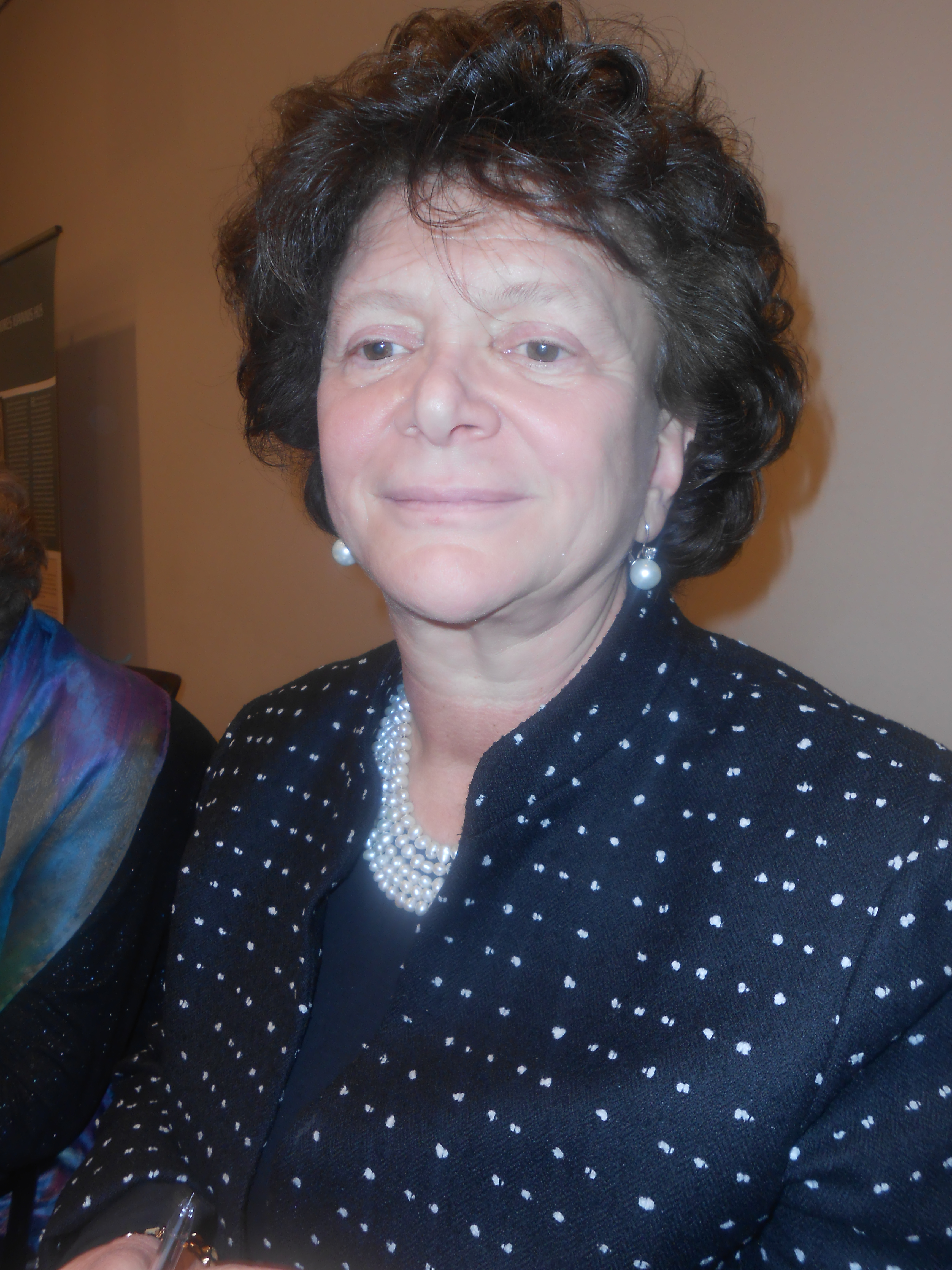
中心历史学家Liliana Picciotto

影像资料馆则提供一系列以犹太主题为背景的虚构作品、紀錄片和电视节目。其中，记忆档案馆收藏了1995年至1997年间录制的意大利大屠杀幸存者的采访记录。基于这些见证，1997年制作了纪录片记忆。教学部通过专门的志愿者和专家团队，应学校和教育中心的要求，提供关于大屠杀和反犹太主义历史的咨询服务。
该档案馆还收集并编目了19世纪、 20世纪和21世纪期间与意大利犹太人有关的数万张照片和图像。自2009年起，该基金会一直获得意大利政府的特别捐助。

## 負責人
该馆总部位于米蘭，自2016年起由历史学家加迪·卢扎托·沃盖拉担任馆长，他接替了2002年至2016年担任馆长的米歇尔·萨法蒂。该委员会于1980年至2004年期间由路易塞拉·奥托伦吉·莫塔拉担任主席。自2004年起，Giorgio Sacerdoti 教授担任主任至今。

## 作品（节选）
- 莉莉亚娜·皮乔托 (Liliana Picciotto), Salvarsi. Gli ebrei d'Italia sfuggiti alla Shoah 1943-45, Torino, Einaudi 2017, ISBN 978-88-06235093
- Liliana Picciotto. . Milano: Mursia. 1991, 1992, 2002. ISBN 978-88-425-0779-6.

## 笔记
1. ↑  https://web.archive.org/web/20181219182333/http://www.cdec.it/home2_2.asp?idtesto1=1602&idtesto=940&son=1
2. ↑   XLV (1-3).
3. ↑   （意大利语）.
4. ↑  . 11 maggio 2022 （意大利语）.
5. ↑  Giorgia Fargion. . 15 giugno 2022 （意大利语）.
6. ↑  https://moked.it/blog/2022/06/14/una-giornata-storica-per-milano-memoria-e-consapevolezza-presupposto-per-il-futuro/
7. ↑  https://web.archive.org/web/20180414010657/http://www.cdec.it/home2_2.asp?idtesto1=1602&idtesto=940&son=1
8. ↑  https://www.sissco.it/soci/sarfatti-michele/